# Лиственица
Листвениците (Larix) са род иглолистни дървета от семейство Борови (Pinaceae), разпространени в хладните части на умерения пояс на Северното полукълбо. Те са едни от преобладаващите растения в тайгата на Русия и Канада.

## Общи сведения
Листвениците са листопадни дървета, достигащи на височина до 15 – 50 m. Клонките са диморфични – дълги (10 – 50 cm) с по няколко пъпки и къси (1 – 2 mm) с по една пъпка. Листата са игловидни, широки до 1 mm и дълги 2 – 5 cm. Те са разположени спирално по дългите клонки и в гъсти струпвания от по 20 – 50 иглички по късите. През есента игличките пожълтяват и падат, оставяйки дървото голо през зимата.
Шишарките на лиственицата са дълги 1 – 9 cm, зелени или лилави, като покафеняват 5 – 8 месеца след опрашването. При около половината видове люспите на прицветника са дълги и видими, а при останалите – къси и скрити между семенните люспи. Северните видове имат по-малки шишарки (1 – 3 cm) с къси присеменници, а южните – по-дълги шишарки (3 – 9 cm), като най-дългите шишарки и присеменници имат най-южните видове в Хималаите.

## Използване
Дървесината на лиственицата се цени, заради нейната здравина, водоплътност и трайност. Висококачествени трупи се използват за строителството на яхти и други малки водни съдове. Лиственицата, обикновено видовете Larix decidua, Larix kaempferi и Larix laricina, често се използва за отглеждане на бонсай.

## Видове
Род Лиственица има около 10 вида. От изброените по-долу 13 три не се приемат за самостоятелни видове само в част от съвременните класификации – Larix himalaica, Larix principis-rupprechtii и Larix speciosa.
В миналото дължината на прицветниците е използвана за разделянето на рода на две секции – Larix (къси прицветници) и Multiserialis (дълги прицветници). Това разделение не се потвърждава от съвременните генетични анализи, според които по-съществени са различията между видовете в Евразия и Северна Америка, а размерът на шишарката и прицветника е по-скоро адаптация към климатичните условия.
Някои изследователи предлагат разделянето на рода на три групи, съответстващи приблизително на северноамериканските видове, евразийските видове с къс прицветник и евразийските видове с дълъг прицветник. Изключение прави Larix sibirica, която има къс прицветник, но е генетично близка до евразийските видове с дълъг прицветник.
Евразийски с къс прицветник
- Larix decidua (syn. L. europaea), европейска лиственица – планините на Централна Европа
- Larix gmelinii (syn. L. dahurica, L. olgensis) – равнините на Източен Сибир
- Larix kaempferi (syn. L. leptolepis), (японска лиственица) – планините на Централна Япония
- Larix principis-rupprechtii – планините на Северен Китай

Евразийски с дълъг прицветник
- Larix griffithii (syn. L. griffithiana) – Източни Хималаи
- Larix himalaica – Централни Хималаи
- Larix mastersiana – планините на Западен Китай
- Larix potaninii – планините на Югозападен Китай
- Larix sibirica – равнините на Западен Сибир
- Larix speciosa – планините на Южен Китай и Североизточен Мианмар

Северноамерикански
- Larix laricina – северните равнини на Северна Америка
- Larix lyallii – планините в северозападната част на Съединените щати и Югозападна Канада, на големи височини
- Larix occidentalis – планините в северозападната част на Съединените щати и Югозападна Канада, на малки височини

Почти всички видове лиственица могат да бъдат хибридизирани помежду си. Най-известният хибрид е Larix × marschlinsii, получаван при съвместното отглеждане на L. decidua и L. kaempferi.